# 李代耕
李代耕（1918年3月—1985年1月8日），河南省林县人。中华人民共和国政治人物、电力工程师。

## 生平

### 抗日战争
1937年10月，参加中华民族解放先锋队。1938年2月，加入中国共产党，同年参加新四军，后任新四军十五团政治部副主任，奉命带领一支二十多人的民运队挺进六合县，建立抗日根据地。1940年7月，任淮南津浦路东解放区六合县县长兼县委书记。皖南事变后，担任路东联防司令部政治部副主任、仪征县委书记等职。1943年后，任中共中央华中局政策研究员、巡视员，华中建设大学民运系主任等职。

### 第二次国共内战
抗日战争结束后，中共中央华中局和山东分局合并称中共中央华东局，新四军军部和山东军区合并，华东局选派一批干部到渤海区工作，他随队到渤海区。1946年2月，任中共齐河县委书记兼县大队政委。1947年10月至1949年，担任中共渤海区二地委副书记。1949年2月南下，任山东南下干部渤海支队二大队政委兼党委书记。

### 共和国时期
中华人民共和国成立后，任中共杭州市委职工部部长兼市总工会主席，浙江省总工会筹委会副主任。之后担任上海电力公司军管专员兼党委书记，上海电管局、华东电管局局长兼党委书记。1954年后，调任任燃料工业部电业管理总局副局长，次年升任电力工业部部长助理。
1961年7月至1967年，担任中华人民共和国水利电力部副部长。文化大革命期间受到迫害。1977年11月，再次担任水利电力部副部长，1979年2月水利电力部撤销，分设水利部和电力工业部，他改任电力工业部副部长。1982年，水利部和电力工业部合并，重设水利电力部，他再次担任副部长，任至1984年8月。1983年开始生病，但仍然坚持工作。1984年，任水电部顾问兼水电部对外公司董事长，参加到中非三国考察，之后到西藏考察电力情况，完成援藏工程的筹建规划。同年还到朝鲜访问，之后病情恶化，回国后进入医院。1985年1月8日，逝世于上海。
他还当选中共第十二次全国代表大会代表、全国总工会第九届执行委员会委员。编著有《中国电力工业发展史料》和《新中国电力工业发展史略》。